# Orhei
Orhei est une ville de 21 065 habitants située au centre-est de la République de Moldavie. C'est un centre agro-industriel.

## Histoire
Dans l'Antiquité, s'élevait ici la cité dace de Petrodava, qui devint l'une des capitales des Carpes (peuple dace ayant laissé son nom aux Carpates). Les Bastarnes, un peuple mi-celte, mi-germanique, vécurent aussi dans la région, dévastée ensuite par les Huns. Après ceux-ci, passèrent les Goths, les Avars, puis les Slaves qui se mélangèrent aux populations romanes, fondant des petits duchés, les Sklavinies, parmi les Valachies des ancêtres des Moldaves. Ces duchés entrèrent dans la zone d'influence de la Galicie et subirent l'invasion mongole de 1223 : à l'issue de celle-ci, le fief d'Orhei échut à une tribu tatare qui s'y installa pour près d'un siècle, exploitant le pays. Puis les voïvodes moldaves chassèrent les Tatars, installèrent une garnison sicule qui donna au lieu son nom de Várhély (« la citadelle » en hongrois) et l'intégrèrent dans la Principauté de Moldavie.
En 1812, la ville devint russe comme toute la Moldavie orientale et une garnison du tsar s'y cantonna. De 1918 à 1940 et de 1941 à 1944, Orhei fut roumaine, de 1940 à 1941 et de 1944 à 1991, soviétique. Dans la période 1940-1954, les déportations des régimes fasciste roumain et soviétique stalinien vidèrent la ville d'un tiers de ses habitants : les Juifs furent victimes de l'armée roumaine et furent déportés en Transnistrie où plus de la moitié périrent, tandis que les Moldaves instruits, ayant été fonctionnaires ou ayant eu des propriétés, ainsi que les commerçants juifs, arméniens ou autres, furent victimes du NKVD et furent déportés au Goulag d'où presque aucun ne revint.
Après la guerre et la déstalinisation, la ville se repeupla en partie d'une part par l'exode rural des moldaves, d'autre part par l'afflux de colons russes, et devint un centre agro-industriel et vinicole.

## Personnalités liées à la ville
- Moïse Kogan, peintre, gazé à Auschwitz.
- Paul Goma, dissident anticommuniste devenu ultérieurement nationaliste roumain en France.
- Dovid Knout, poète juif de langue russe et résistant français.
- Ary Lochakov, peintre de l'École de Paris
- Félix Lihtgoltz (ro), chirurgien, ayant fondé en Allemagne une ONG pour aider les orphelins et les services de pédiatrie en Moldavie.
- Basile le Loup, prince de Moldavie.
- Abram Neiman, l'inventeur du neiman.
- Ilan Șor, homme politique et ancien maire de la ville

## Note
1. ↑  Nikolaï Théodorovitch Bougaï, Informations des rapports de Béria et de Krouglov à Staline, éd. de l’Acad. de sciences de Moldavie nr. 1, Chișinău, 1991 (Н.Ф. Бугай «Выселение произвести по распоряжению Берии…» О депортации населения из Молдавской ССР в 40-50- е годы – Исторические науки в Молдавии. № 1. Кишинев, 1991. 1.0), Déportation des peuples de Biélorussie, Ukraine et Moldavie, éd. Dittmar Dahlmann et Gerhard Hirschfeld, Essen, Allemagne, 1999, p. 567-581 (Депортация народов из Украины, Белоруссии и Молдавии : Лагеря, принудительный труд и депортация. Германия. Эссен. 1999. 1.3).